# Schloss Train

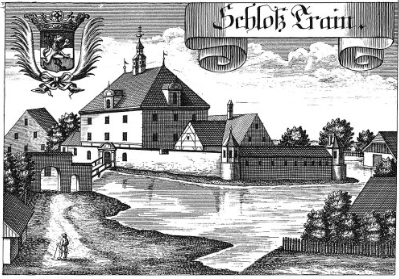
Schloss Train nach einem Kupferstich von Michael Wening um 1701

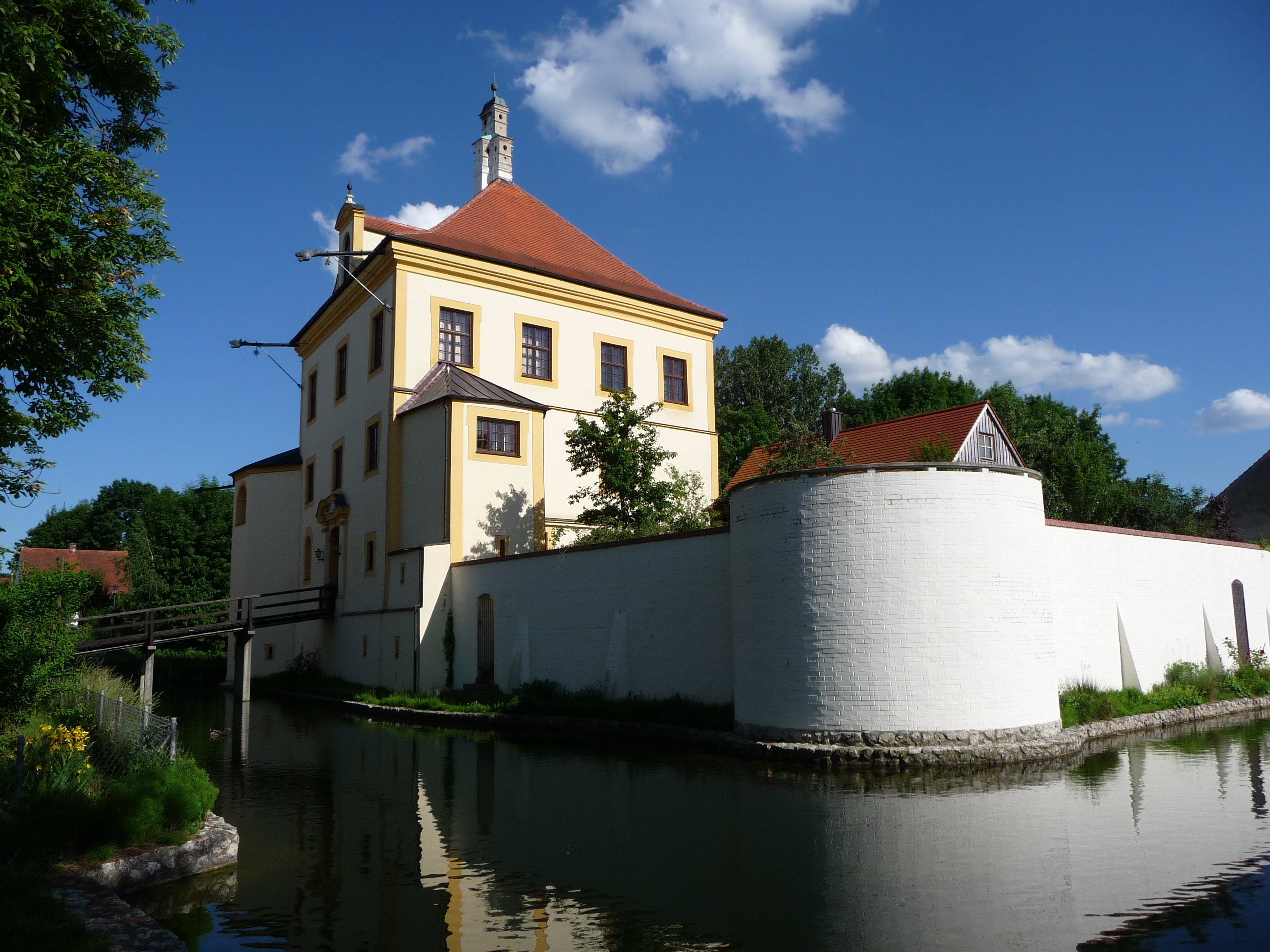
Schloss Train (2008)

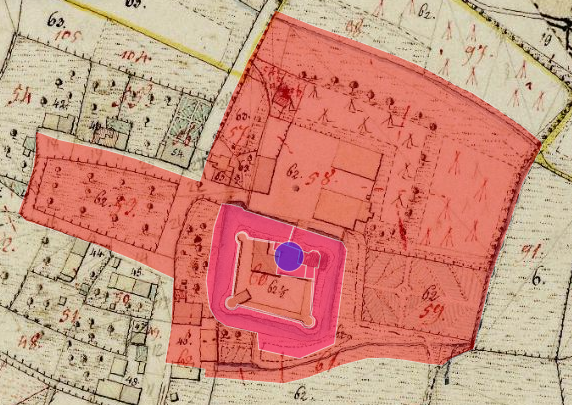
Lageplan von Schloss Train auf dem Urkataster von Bayern von 1832

Das Schloss Train liegt in der gleichnamigen Gemeinde Train im niederbayerischen Landkreis Kelheim. Das Schloss liegt etwa 200 m nordwestlich der Ortskirche St. Michael. Das Schloss ist denkmalgeschützt und wird unter der Aktennummer D-2-73-177-2 in der Bayerischen Denkmalliste geführt. Zudem wird es als Bodendenkmal mit der Aktennummer D-2-7236-0085 erwähnt, wobei „untertägige Befunde im Bereich des frühneuzeitlichen Schlosses mit ehemaligen Gartenanlagen“ angegeben werden.

## Beschreibung
An der Stelle des Schlosses stand einst eine mittelalterliche Niederungsburg, die aber nur aus einem Wohnturm bestand. Ob es sich dabei um die sog. Hittenburg aus dem Ende des 11. Jahrhunderts gehandelt hat, ist unsicher. Der Beginn der jetzigen Anlage stammt aus der Zeit um 1200 und wird 1439 als „Veste“ erwähnt. Bereits damals gehörten eine Schlosskapelle und ein Bauhof mit Vorburgcharakter sowie ein Wassergraben zu der Burg.
Das jetzige Schloss wurde vermutlich 1605 von Christoph Elrich von Elsenhaim errichtet. Nach dem Stich von Michael Wening lag der rechteckige Schlossbau in der Nordostecke einer 35 m im Quadrat messenden Insel, die auch heute noch von einem 8 m breiten Wassergraben umgeben ist. Die Ringmauer wies damals vier runde Türme auf, wobei bei einer Renovierung ein Turm durch den Chor der an das Hauptgebäude anschließenden Schlosskapelle „Mariä Heimsuchung“ ersetzt wurde. Bis in das 20. Jahrhundert befanden sich auf der Insel mehrere Nebengebäude, heute wird der Innenraum allein durch den Schlossbau beherrscht.
Das Schloss ist ein dreigeschossiger Walmdachbau mit farbigen Eckleisten über einem unregelmäßigen Grundriss. Das Dach besitzt Zwerchhäuser. Das Schloss ist über ein barockes Ädikulaportal zugänglich, an seiner Westseite befindet sich ein zweigeschossiges Auslucht mit Walmdach. Die Schlosskapelle wird erstmals 1461 erwähnt und ist zum Teil in das Schloss eingebunden. Sie ist ein eingeschossiger Flachsatteldachbau mit einem Pultdachtrakt. Zur Kapelle gehört ein holzverschalter Glockenturm mit einer glockenförmigen Abdeckung.
Die Ringmauer mit runden Eckbastionen stammt aus dem 18./19. Jahrhundert und hat die früher vorhandene Mauer durch ein Ziegelmauerwerk ersetzt. Der Schlossgraben stammt aus früherer Zeit, vermutlich aus dem 17./18. Jahrhundert.

## Geschichte
Die früher vorhandene Hittenburg, also die Burg eines Hitto, gehörte dem Eberhard II. von Ratzenhofen, der sich 1082/1102 de hittinpurch nennt, müsste aber wegen ihres Namens bereits älter sein. 1291 soll hier ein Otto Erwolff der Trainer gesessen haben, der dann durch seinen Sohn Wolfhart abgelöst wurde. Dieser hat an der Schlacht bei Mühldorf teilgenommen. 1290 belehnte Herzog Ludwig der Strenge den Schwestersohn des Grafen Meinrad von Rottenegg, ein Abkömmling der Herren von Abensberg, mit Train. 1340 sind hier Ulrich und Seyfried die Pfeffenhauser zu Train ansässig. Ab 1365 erscheint Eberwein, der Sohn des Seyfried, erstmals als Siegler einer Urkunde, 1402 wird er letztmals nachgewiesen. Ohne Kenntnis über den Vorgang ist Train an die Hinzenhauser, die auch in Neuenhinzenhausen begütert waren, übergegangen. Nach dem Hans Hinzenhauser, Pfleger zu Reichertshofen, werden seine Söhne Hans, Heinrich, Thomas, Jacob und Ulrich in verschiedenen Verkaufsurkunden genannt. 1436 hielt sich Herzog Albrecht III. auf der Burg auf, die für die Wittelsbacher ein „offenes Haus“ war. 1439 leistete Thomas Hinzenhauser Urfehde gegenüber Herzog Albrecht, dem Bischof von Regensburg und dem Probst des Klosters Rohr. Dann ist hier Sigmund Hinzenhauser Burgherr. Der dreimal verheiratete Sigmund II. war von 1516 bis 1543 Pfleger von Mainburg und erwarb 1528 einen Teil der Hofmark Horneck. Von seinen Töchtern heiratete eine den Ulrich Rammelsteiner, die andere namens Margarethe 1536 den Ulrich Feuerer von Pfettrach († 1579), letzterer erwarb den Hälfteanteil seines Schwagers und auch Horneck. Seine einzige Tochter Christine vermählte sich 1580 mit Elias von Leonprechting. 
Von 1586 bis zu seinem Tode 1588 bekam Reichshofrat Peter Obernburger vom bayerischen Herzog Wilhelm V. für seine Verdienste um Bayern am 29. September 1586 die Edelmannsfreiheit verliehen und er übertrug ihm die Hofmark Train nebst Schloss.
1605 ist ein Christoph Hofmarksherr. Auf die Leonprechtinger folgen die Obernburger. 1640 folgt nach einem Gantverfahren die Witwe des Rates Thrainer und dann Hans Christoph Ecker von Kapfing. Am 21. April 1649 wird hier Johann Franz Eckher von Kapfing und Liechteneck, späterer Fürstbischof von Freising, geboren.
1675 geht Train auf die Gugler über, diesen folgen 1715 die Deuring von Hohenthann und 1746 die Freiherren von Fischl von und zu Sachsendorf. 1780 erwirbt Fürst Karl Anselm von Thurn und Taxis die Hofmark für seine Geliebte Elisabeth Hillebrand, 1788 geadelte Elise von Train. In ihrer Zeit soll sich der Direktor des Fürstlichen Hoftheaters zu Regensburg Emanuel Schikaneder des Öfteren auf Schloss Train aufgehalten haben; dieser musste aber unter unrühmlichen Umständen, er soll die Dienstmagd Maria Stecker geschwängert haben, und unter falschem Namen die Flucht nach Wien antreten. 1820 kauft Freiherr von Axter Train und 1826 Johann von Müllern.